# Varca
Varca é uma vila no distrito de Goa Sul, no estado indiano de Goa.
Segundo o censo de 2001, Varca tinha uma população de 4 859 habitantes. Os indivíduos do sexo masculino constituem 47% da população e os do sexo feminino 53%. Varca tem uma taxa de literacia de 77%, superior à média nacional de 59,5%: a literacia no sexo masculino é de 80% e no sexo feminino é de 75%. 10% da população tinha menos de 6 anos de idade.